# Oudshoorn
Oudshoorn ist ein ehemaliges Dorf in der niederländischen Provinz Zuid-Holland. Es lag am Oude Rijn, gegenüber dem Dorf Alphen, mit dem es 1918 zur Stadt Alphen aan den Rijn fusionierte.
Der erste Ozongenerator zur Trinkwasseraufbereitung wurde 1893 in Oudshoorn installiert.